# Petrosavia sinii
Petrosavia sinii, vrsta jednosupnica iz porodice Petrosaviaceae. To je blijedožuta zeljasta saprofitna biljka visine 4 do 10 cm koja raste u Tajlandu i po šumama bambusa u kineskoj provinciji Guangxi. Stabljika nerazgranata. Listovi ljuskasti, priljubljeni uz stabljiku, trokutasto lancetasti, 1,5 x 0,5 cm, uzdužno 1-3 izbočeni, postupno se smanjuju prema cvjetnom dijelu cvata, gdje prelaze u pricvjetne listove za cvjetove. Cvat grozdast, ponekad više-manje korimbozan, 20-30 cvjetova. Cvjetovi široki 6-7 mm s peteljkama oko 2-3 mm. Latice jednake, jajaste, 2,5 x 1,5 mm, vanjske prekrivaju unutarnje u pupoljku. Prašnika 6; filamenti kratki, 0,5 x 0,5 mm; prašnika 6, introrznih, 1 puta 1 mm, s uzdužnim prorezima. Ovarij 3-karpelasti. Plodnici spojeni, vrh naizgled slobodan, ali prirasli prema vrhu. Ovuli po 2 na svaku karpelu.

## Sinonimi
- Miyoshia sinii (K.Krause) Nakai; J. Jap. Bot. 17: 191 (1941)
- Petrosavia sinii (K.Krause) Chun; Sunyatsenia 4(3-4): 269 (1940), isonym
- Protolirion sinii K.Krause; Notizbl. Bot. Gart. Berlin-Dahlem 10(98): 806-807 (1929)